# Kaczuszka azjatycka
Kaczuszka azjatycka (Nettapus coromandelianus) – gatunek średniej wielkości ptaka z rodziny kaczkowatych (Anatidae). Występuje w południowej i południowo-wschodniej Azji, wschodniej Australii i na Nowej Gwinei. Nie jest zagrożony wyginięciem.

## Taksonomia
Po raz pierwszy gatunek opisał Johann Friedrich Gmelin w 1789 na podstawie holotypu z Coromandel (Indie). Nowemu gatunkowi nadał nazwę Anas coromandeliana. Obecnie (2020) Międzynarodowy Komitet Ornitologiczny umieszcza kaczuszkę azjatycką w rodzaju Nettapus. Wyróżnia 2 podgatunki.

## Podgatunki i zasięg występowania
IOC wyróżnia następujące podgatunki:
- N. c. coromandelianus (J. F. Gmelin, 1789) – obszar od Indii do południowych Chin, Indonezja i północna[4] Nowa Gwinea[5]
- N. c. albipennis Gould, 1842 – wschodnia Australia (głównie wschodnie Queensland)[4]

## Morfologia
Długość ciała wynosi. 30–38 cm. U ptaków podgatunku nominatywnego masa ciała samca 255–312 g, samicy 185–255 g; u ptaków podgatunku N. c. albipennis masa ciała samca 311–495 g, samicy 255–439 g. U samca głowa biała z czarnym ciemieniem. Wierzch ciała zielonoczarny. Przez pierś przechodzi czarny pas. Na skrzydle dostrzec można biały pas. Samce w szacie spoczynkowej, samice i młode są bardziej matowe, a przez ich oko przechodzi ciemny pas. Samice z wierzchu są brązowe, nie mają ciemnej obroży i jasnego paska na skrzydle. Dziób krótki, o wysokiej podstawie.

## Ekologia i zachowanie
Kaczuszki azjatyckie zamieszkują słodkowodne zbiorniki wodne, jak jeziora, laguny, mokradła, rzeki o powolnym nurcie i strumienie. Na Nowej Gwinei występują do ok. 2250 m n.p.m. Żywią się nasionami, trawami, zielonymi częściami roślin i owadami. Zwykle przebywają w parach lub niewielkich grupach. Nie są to ptaki często trzymane w niewoli.

### Lęgi
Okres lęgowy zmienny, zwykle zależy od występowania deszczów; w południowo-wschodnim Queensland zniesienia przypadają na okres listopada do lutego. Gniazdo umieszczone jest w dziupli drzewa, zwykle 2–5 m nad ziemią; niekiedy kaczuszki azjatyckie umieszczają je na budynkach. Wyściełane jest pierzem. Zniesienie liczy 6–16 jaj o skorupce barwy kości słoniowej. Inkubacja trwa 21–24 dni; w niewoli odnotowano 28-dniową inkubację. Młode stają się w pełni opierzone po 45–55 dniach życia.

## Status
IUCN uznaje kaczuszkę australijską za gatunek najmniejszej troski (LC, Least Concern) nieprzerwanie od 1988 (stan w 2017).